# Crossocerus wesmaeli
Crossocerus wesmaeli är en stekelart som först beskrevs av Vander Linden 1829.  Crossocerus wesmaeli ingår i släktet Crossocerus, och familjen Crabronidae. Arten är reproducerande i Sverige.